# Karate World Cup
Der Karate World Cup – die Team Weltmeisterschaften der World Karate Federation (WKF) – ist ein Event, das aus der Aufteilung der Karate-Weltmeisterschaften in zwei separate Events entstanden ist: Einzel- und Mannschaftswettbewerb.
Dieses neue Format bringt 80 Nationalteams aus rund 50 Ländern zusammen und präsentiert die besten Nationalmannschaftskarate auf einer globalen Bühne.
Der Karate World Cup wird erstmals vom 22. bis 24. November 2024 in der Navarra Arena in Pamplona, Spanien ausgetragen, siehe Karate World Cup 2024.